# Lorenzo Magalotti
Lorenzo Magalotti (24 octobre 1637, Rome – 2 mars 1712, Florence) est un diplomate, littérateur et homme de science italien de la seconde moitié du XVIIe et du début du XVIIIe siècle. Il a rendu visite à Spinoza à plusieurs reprises en 1673, discutant avec lui d’un possible avenir en Italie. Proche de l’anatomiste et géologue Sténon, il a contribué à le faire revenir à Florence.

## Biographie
Lorenzo Magalotti naquit à Rome le 24 octobre 1637, de parents originaires de Florence, d’une très-ancienne noblesse. A l’âge de treize ans, il fut envoyé au séminaire romain, dirigé alors par les jésuites et où il fit d’excellentes études. Il passa ensuite à l’Université de Pise et il y demeura trois ans, pendant lesquels il étudia la jurisprudence, l’anatomie, mais principalement la philosophie et les mathématiques, sous le célèbre Viviani, qui a fait un magnifique éloge de son élève dans la préface de son traité De maximis et minimis. Viviani le proposa au grand-duc de Toscane pour la place de secrétaire de l’Accademia del Cimento ; et, quoique jeune, Magalotti se montra digne d’en remplir les fonctions en publiant le recueil des expériences de physique faites par ses confrères. Le grand-duc le nomma, quelque temps après, l’un des gentilshommes de sa chambre en ambassade près du duc de Mantoue, et ensuite à Vienne, où il résida quatre ans : il le désigna ensuite pour accompagner le prince son fils dans ses voyages en France et en Angleterre. Magalotti fit aussi un voyage avec Ottavio Falconieri, dans les Pays-Bas ; et il sut mettre à profit toutes ces courses, pour augmenter ses connaissances et pour former des liaisons avec les savants les plus célèbres de l’Europe. Le grand-duc le récompensa de ses services en le nommant, en 1689, l’un de ses conseillers d’État ; mais bientôt, dégoûté des intrigues de la cour, Magalotti se démit de cette charge, et obtint de son souverain la permission d’entrer dans la Congrégation de l'Oratoire, où il espérait jouir enfin du repos dont il avait besoin. Trompé dans son attente, il en sortit au bout de quelques mois ; mais, craignant que son inconstance ne lui attirât les railleries des courtisans, il alla se retirer à la campagne, où il passa plusieurs années dans une solitude absolue : il finit cependant par céder aux instances du grand-duc et reparut à la cour. Les dernières années de sa vie, il fut presque constamment malade, et il mourut à Florence, le 2 mars 1712. Il était membre de l’Accademia della Crusca et des Arcadiens, et de la Royal Society de Londres. Magalotti possédait les langues anciennes et modernes, et il avait profité du séjour de d’Herbelot à Florence pour apprendre le turc et l’arabe. Ses connaissances étaient très-variées, et il écrivait en vers et en prose avec autant de pureté que d’élégance. Il faut convenir, dit Tiraboschi, qu’on n’a aucun ouvrage capital de Magalotti, et qui soit digne de sa réputation, si l’on excepte ses Lettres contre athées ; mais on découvre, dans les moindres morceaux sortis de sa plume, un rare savoir et une aptitude particulière aux matières philosophiques ; et l’on doit regretter que, de tant d’écrits qu’il avait commencés, il n’en ait terminé aucun ou qu’ils soient restés inédits.

## Œuvres
- Saggi di naturali esperienze, etc., Florence, 1667, in-fol., fig. ; ibid., 1691, in fol.
- Lettere familiari, Venise, 1719, 1732, 1741, in-4°. Ce ne sont point des lettres écrites à des amis, comme le titre semble l’annoncer ; c’est plutôt un véritable traité de controverse contre les athées, dont toutes les objections sont réfutées avec une force extraordinaire.
- Lettere scientifiche ed erudite, Florence, 1724, in-4° ; Venise, 1740, même format. Ces lettres roulent sur différents points de physique. Les deux premières, sur un effet de la neige et sur le venin de vipère, ont été traduites en français et insérées dans le Conservateur, mars 1760.
- Lettere, etc., Florence, 1736, in-4°.
- Lettere familiari del conte Lorenzo Magalotti e di altri insigni uomini, ibid., 1769, 2 vol. in-8°. Ce recueil est dû aux soins du savant Angelo Fabroni, qui l’a fait précéder d’une excellente notice sur la vie de Magalotti, qu’il a traduite depuis en latin, et insérée dans les Vitæ Italorum doctrina excellentium.
- Canzonette anacreontiche, Florence, 1723, in-4°. Elles ont paru sous le nom de Lindoro Elateo, que Magalotti avait adopté lors de son admission à l’Académie d'Arcadie.
- La Donna immaginaria canzoniere, Lucques, 1762, in-8°.
- Magalotti a traduit en italien plusieurs chapitres du Voyage de Jerónimo Lobo en Abyssinie, d’après la version anglaise, Florence, 1693 ; et la Mendicité abolie dans la ville de Montauban, etc., ibid., 1693. On a aussi de lui : Il Sidro, poème traduit de l’anglais, Florence, 1752, 2e édition, in-8°. Il a rédigé sur les notes et d’après les conversations du P. Grueber, la Relazione della China, etc., dont le savant P. Oudin n’avait pu découvrir l’auteur. Il a corrigé le style de la Relation des voyages dans les Indes de Francesco Carletti, Florentin, Florence, 1701, in-4°. Enfin il a laissé plusieurs ouvrages encore inédits dont on trouvera la liste dans l’Istor. degli scrittori fiorentini, par Negri, et à la suite de sa Vie, par Fabroni. Les plus importants paraissent être un Commentaire sur le poème de Dante, et ses Voyages en Suède et en Angleterre, qui étaient conservés dans les cabinets du chevalier Cosimo Venturi et du sénateur Nelli, à Florence. L’abbé Salvini a publié un Éloge de Magalotti, imprimé dans les Vite degli Arcadi, et dans le Journal de Venise, t. 13 ; mais l’un des meilleurs écrits qui aient été donnés sur ce savant est son Éloge, par Pompilio Pozzetti, clere des écoles pies, Florence, 1787.

## Publications
- Canzonette anacreontiche di Lindoro Elateo, 1723
- Delle lettere familiari del conte Lorenzo Magalotti e di altri insigni uomini a lui scritte, Florence, 1769
- La donna immaginaria, canzoniere del conte Lorenzo Magalotti con altre di lui leggiadrissime composizioni inedite, raccolte e pubblicate da Gaetano Cambiagi al nobilissimo signore Vincenzo Maria Alamanni patrizio fiorentino marchese di Trentola, e Barone di Lodano ecc., Lucques, 1762
- Lettere del conte Lorenzo Magalotti gentiluomo fiorentino dedicate all'Ecc.mo e Clar.mo Sig. Senatore Carlo Ginori Cav. dell'Ordine di S. Stefano, Segretario delle Riformagioni e delle Tratte, ibid., 1736
- Lettere familiari (parte I) contro l'ateismo, Venise, 1719
- Lettere odorose, édition de E. Falqui, Milan, 1943
- Lettere scientifiche, ed erudite del conte Lorenzo Magalotti gentiluomo trattenuto, e del Consiglio di Stato dell' Altezza Reale del Serenissimo Granduca di Toscana, Florence, 1727
- Opere dei discepoli di Galileo Galilei, ed. naz. a cura di G. Abetti e P. Pagnini, vol. I, dedicato all'Accademia del Cimento, ibid., 1942
- Saggi di naturali esperienze fatte nell'Accademia del Cimento sotto la protezione del Serenissimo Principe Leopoldo di Toscana e descritte dal Segretario di essa Accademia, Milan, 1806
- Varie operette del conte Lorenzo Magalotti con giunta di otto lettere su le terre odorose d'Europa e d'America dette volgarmente buccheri ora pubblicate per la prima volta, ibid., 1825
- Scritti di corte e di mondo, édition de Enrico Falqui, Rome, 1945